# Aronia arbutifolia
Aronia arbutifolia es una especie de planta fanerógama perteneciente a la familia de las rosáceas. 

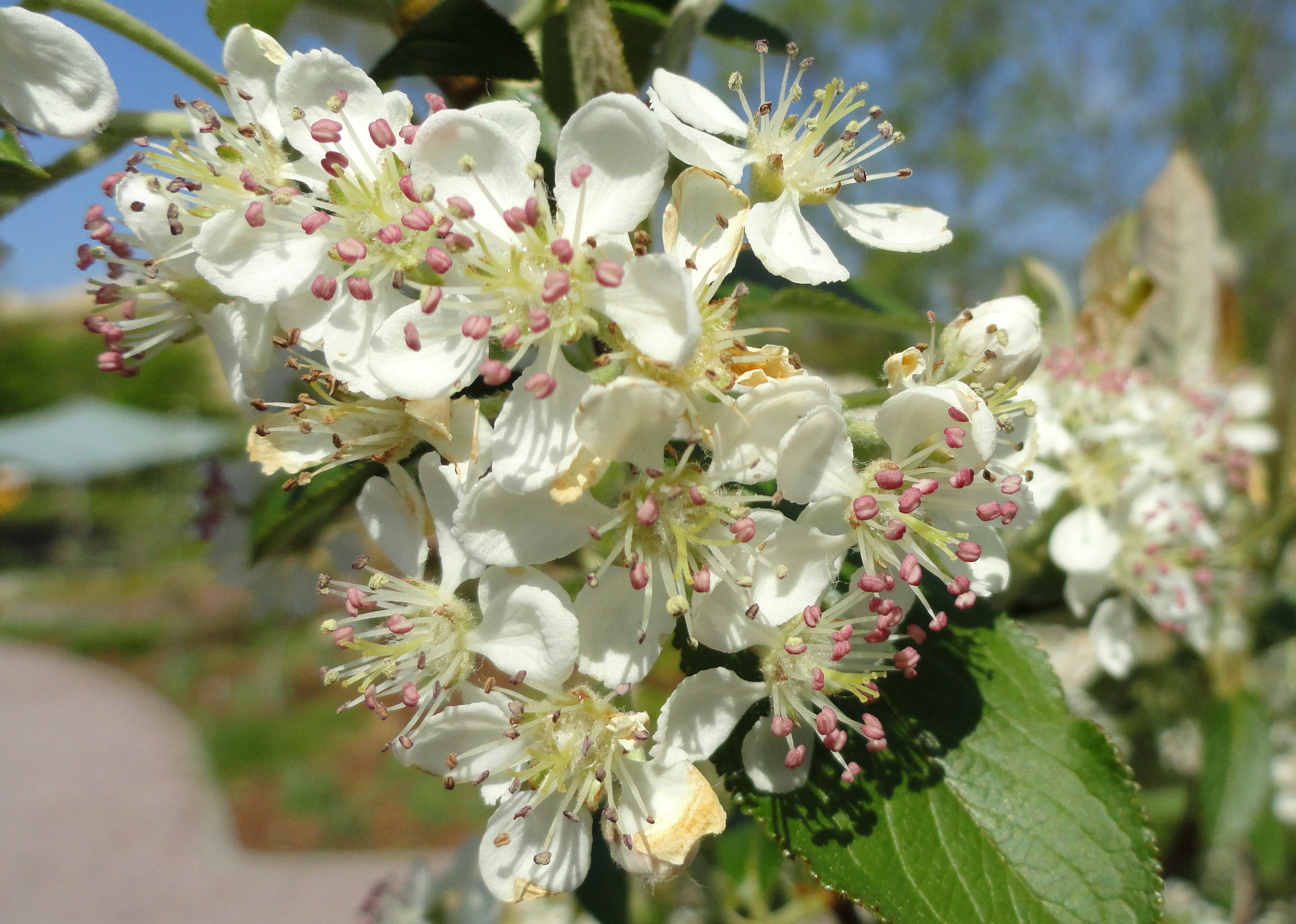
Flores

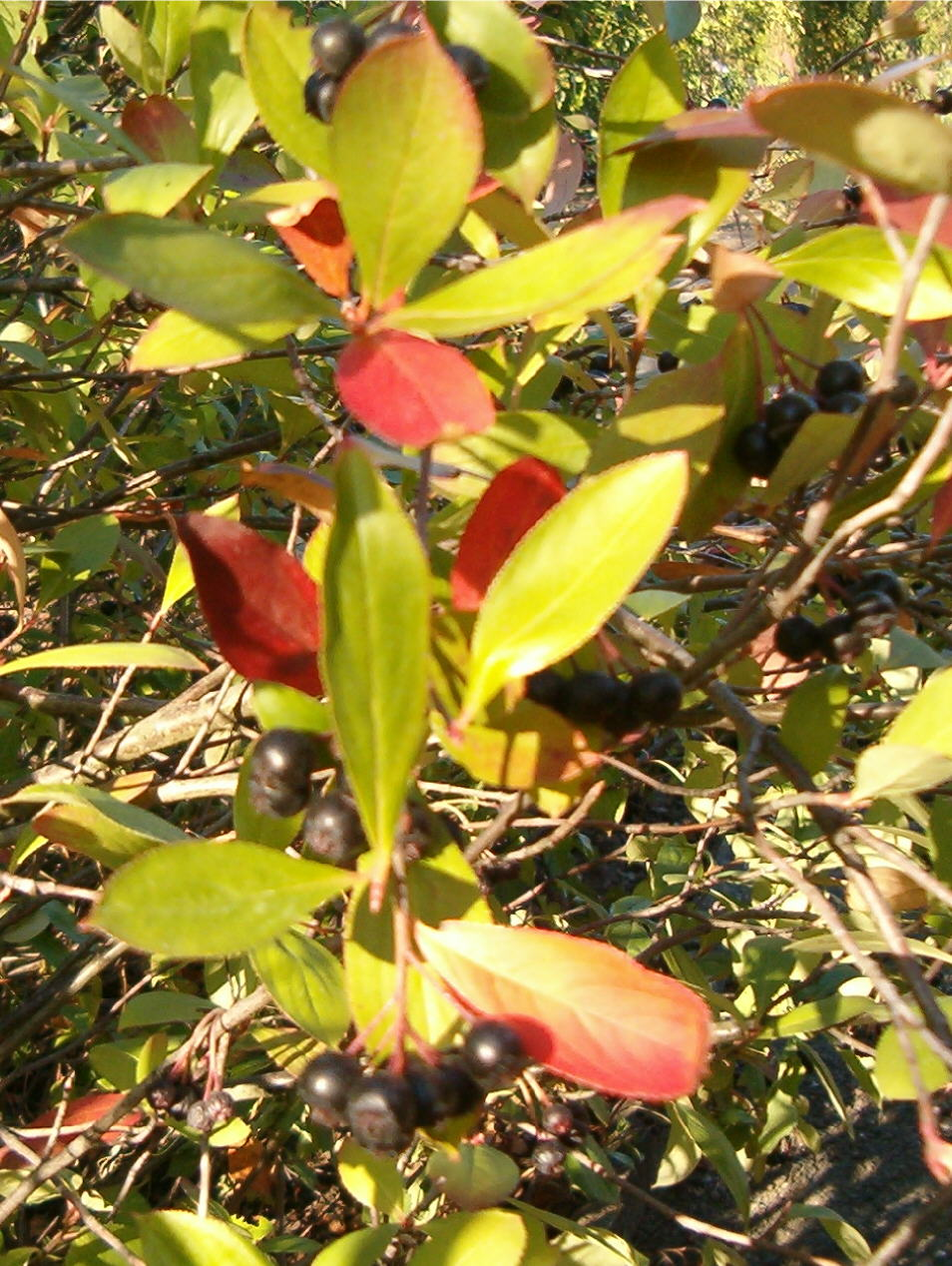
Hojas

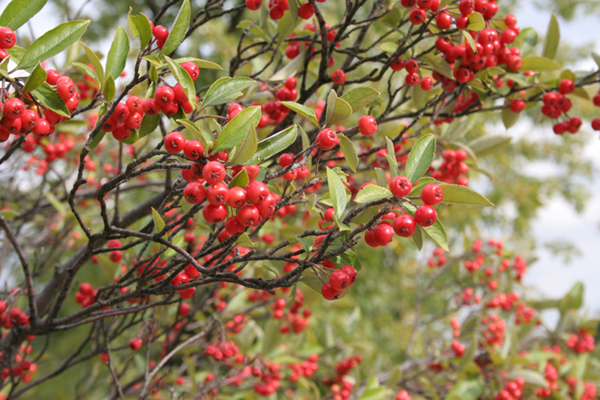
Frutos

## Descripción
Es un arbusto caducifolio originario del este de Norteamérica, donde se encuentran en los bosques húmedos y zonas pantanosas.
Aronia arbutifolia alcanza un tamaño de 2-4 m de altura, raramente hasta 6 m y 1-2 m de ancho. Las hojas son de 5-8 cm de ancho,densamente pubescentes en la parte inferior, alternadas, simples y oblanceoladas, con márgenes crenados. Las flores son de color blanco o rosa pálido, de 1 cm de ancho, con sépalos glandulares; pequeñas y se disponen en corimbos. El fruto es un pomo pequeño comestible de color rojo, de 4-10 mm de ancho, que persiste en invierno.

## Usos
Los frutos son astringentes por lo que no son comestibles crudos. Se hacen con ellos mermeladas, jarabes e infusiones. Los pájaros dispersan las semillas.
Se cultivan como plantas ornamentales y también para obtener un pigmento antioxidante como los antocianos.

## Taxonomía
Aronia arbutifolia fue descrita por (L.) Pers. y publicado en Synopsis Plantarum 2(1): 39. 1806.
Sinonimia
- Adenorachis arbutifolia (L.) Nieuwl.
- Aronia arbutifolia (L.) Elliott
- Aronia arbutifolia (L.) Spach
- Aronia densa CarriŠre
- Aronia × densiflora Spach
- Aronia glabrescens Spach
- Aronia nigra Dippel
- Aronia pubens Spach
- Aronia pumila (Neumann) M.Roem.
- Aronia pyrifolia (Lam.) Pers.
- Crataegus pyrifolia Lam.
- Hahnia arbutifolia (L.) Medik.
- Halmia tomentosa var. pyrifolia (Lam.) M.Roem.
- Mespilus arbutifolia L.	basónimo
- Photinia pyrifolia (Lam.) K.R.Robertson & J.B.Phipps
- Pyrus arbutifolia (L.) L.f.
- Pyrus densiflora (Spach) Steud.
- Pyrus pumila Neumann ex Tausch.
- Sorbus arbutifolia (L.) S.Schauer
- Sorbus arbutifolia (L.) K.Koch
- Sorbus arbutifolia (L.) Heynh.
- Sorbus densiflora (Spach) Heynh.[8]